# Archäoinformatik
Die Archäoinformatik ist eine spezialisierte Disziplin, die komplexe Forschungsprobleme der Archäologie mittels moderner Informationstechnik verstehen und lösen will. Archäoinformatik bildet die Schnittstelle zwischen Archäologie und Informatik in gleicher Weise, wie bspw. die Geoinformatik, Bioinformatik, Wirtschaftsinformatik, Medieninformatik und Umweltinformatik für ihre Disziplinen. Wie bei der Informatik selbst kann sinnvoll zwischen zwei Komponenten unterschieden werden:
Die theoretische Archäoinformatik ist Grundlagenforschung. Sie befasst sich mit Struktur, Repräsentation und Analyse archäologischer Daten, Beschreibung und Interpretation von Mustern und Prozessen sowie Entwicklung und Prüfung von mathematisch-statistischen Verfahren zur Wissensgewinnung in der Archäologie. Dies geschieht auf den Maßstäben der individuellen Fundstelle (englisch intrasite analysis) und der archäologischen Fundlandschaft beziehungsweise Siedlungskammer.
Die angewandte oder praktische Archäoinformatik stellt den realen Bezug zum Fundmaterial her. Sie befasst sich mit der Entwicklung neuer und Nutzung etablierter Software in der archäologischen Forschung und Lehre sowie der öffentlichen Arbeit, Denkmalpflege und in den Museen (z. B. Datenbanken, Geoinformationssysteme (GIS), Virtuelle Realität). Der Begriff Archäoinformatik wurde 2000 in dieser Bedeutung erstmals in einer deutschsprachigen Publikation verwendet.

## Entstehung und Charakter
Fachhistorisch gesehen ist vor allem die theoretische Archäoinformatik eine Konsequenz der „Quantifizierung“ der Archäologie, die von Protagonisten wie Binford und Clarke Ende der 1960er Jahre eine „New Archaeology“ oder „Processual Archaeology“ gefordert und entwickelt haben. Weitere frühe Förderer sind z. B. Clive Orton mit mathematischer Modellierung und Nick Ryan mit rechnergestützten Datenbanken.
Seit Mitte der 1990er Jahre befindet sich die quantitative Methodik in der Archäologie v. a. durch die Entwicklung der Geoinformationssysteme (GIS) und deren allgemeiner Verfügbarkeit (z. B. das Open Source GIS GRASS) in einer Phase großer Dynamik, die neue Methoden und Werkzeuge hervorbringt. Man kann seit diesem Zeitpunkt mit gutem Recht von Archäoinformatik sprechen. Seit geraumer Zeit findet auch agentenbasierte Modellierung zur Rekonstruktion von Gruppendynamiken und Stoffströmen vermehrte Anwendung.
Dabei sollte man allerdings nicht vergessen, dass sich die Anwendung von Informationstechnik bspw. zur Dokumentation und Auswertung einer archäologischen Ausgrabung praktisch seit dem Auftauchen der ersten bezahlbaren Computersysteme konsequent und ununterbrochen entwickelt hat. Als vorläufiges Resultat besteht derzeit ein spürbares Ungleichgewicht zwischen dem Entwicklungstempo der angewandten Archäoinformatik (z. B. Datenbanken, Virtuelle Realität, Grabungsdokumentation, 3D Funddokumentation inklusive Kombination von unterschiedlichen Messtechniken, räumliche Analysen mit GIS, digitale Analyse von Keramik und schrifttragenden Artefakten) und der Absicherung ihrer wissenschaftlichen Grundlagen durch die theoretische Archäoinformatik.
Verwandte bzw. enthaltene Gebiete sind die Radiokarbondatierung, Dendrochronologie, Geoarchäologie, Archäometrie, Archäobotanik und Archäozoologie. Statistische Verfahren sind dabei häufig von Bedeutung.

## Ausbildung und Forschung
Die Vorreiterrolle der britischen Archäologie bei der Etablierung von quantitativer Methodik und Informatik in der archäologischen Ausbildung, Feldforschung und Bodendenkmalpflege spiegelt sich im Lehrangebot der Universitäten wider.

### Großbritannien
Das Institute of Archaeology am University College London bietet beispielsweise einen spezialisierten Studiengang „GIS and Spatial Analysis in Archaeology“ an. Ein Studiengang „Archaeological Information Systems“ kann am Department of Archaeology der Universität York belegt werden; eine ähnliche Ausrichtung hat „Landscape Archaeology and Geomatics“ am Institute of Archaeology and Antiquity der University of Birmingham. An einer Reihe britischer Institute gibt es relevante Forschergruppen und Einrichtungen, so z. B. London, Southampton und Birmingham.

### Deutschland
Am Institut für Ur- und Frühgeschichte der Universität zu Kiel können Studenten bereits seit dem Wintersemester 2005/2006 regelmäßig stattfindende Lehrveranstaltungen zum Thema Archäoinformatik besuchen. In diesem Lehrangebot hat die Archäoinformatik, neben dem neuen Bereich Environmental Archaeology und der Professur für Archäozoologie und Isotopen, eine feste und vernetzende Position innerhalb der „klassischen“ Themenkreisen.
An der Universität zu Köln wurden spätestens seit dem Wintersemester 2006/07 Kurse mit archäoinformatischen Inhalten angeboten und mit der Umstrukturierung in das Bachelor- und Mastersystem in beiden Studiengängen Wahlpflichtmodule dazu eingerichtet. Seit April 2016 hat Eleftheria Paliou die erste Professur (W2) für Archäoinformatik in Deutschland am Archäologischen Institut der Universität zu Köln inne. Im April 2018 wurde die Archäoinformatik als Studienrichtung im Masterstudiengang Archäologie implementiert.
Im Rahmen einer Lehrkooperation werden seit dem Wintersemester 2008/2009 Module zu Interdisziplinären Anwendungen raumbezogener Mess- und Informationstechnik  von der FH Mainz im Master-Studiengang Archäologie an der Universität Mainz angeboten. Das Lehrangebot deckt dabei weite Bereiche der Archäoinformatik ab und kann von Studierenden sowohl der Archäologie als auch der Geoinformatik und Vermessung besucht werden. Federführend dabei ist Kai-Christian Bruhn am Institut für Raumbezogene Informations- und Messtechnik (i3mainz) und Direktor des mainzed.
Die erste Juniorprofessur für Archäoinformatik war am Institut für Klassische Archäologie an der FU Berlin von 2009 bis 2020 mit Silvia Polla besetzt. 2024 wurde die Professur für Archäoinformatik im Fachbereich Geschichts- und Kulturwissenschaften an der FU Berlin mit dem Ingenieur und Informatiker Hubert Mara besetzt.
Seit dem Wintersemester 2010/11 gibt es an der HTW Berlin den Master-Studiengang „Geo- und Feldarchäologie“.
An der Universität Heidelberg wurden 2013 und 2014 zwei Arbeitsgruppen (Armin Volkmann und Hubert Mara) im Rahmen der Exzellenzinitiative initiiert, die in den Digital Humanities, der Archäoinformatik und der angewandten Informatik angesiedelt waren. Im Rahmen deren Forschungsprojekte wurden internationale Doktoranden und Studierende betreut. Hinzu kamen zahlreiche Lehrveranstaltungen und Workshops zur Archäoinformatik, die am Exzellenzcluster Asia & Europe und dem Interdisziplinären Zentrum für wissenschaftliches Rechnen (IWR) abgehalten wurden. Mit dem Ende der Arbeitsgruppen und dem Exzellenzcluster im Jahr 2019 wurden diese Aktivitäten eingestellt. Weiterhin angeboten wird der Master-Studiengang 'Geoarchäologie' mit entsprechenden digitalen Lehrinhalten.
An der Universität Bonn gibt es seit dem Wintersemester 2015/16 regelmäßig Lehrveranstaltungen im Bereich Archäoinformatik.
2021 bis 2024 wurden an der Universität Halle am Institut für Informatik von der AG eHumanities unter der Leitung von Hubert Mara Lehrangebote angeboten und Projekte mit KI für Keilschrift begonnen.
An der HTW Dresden wird ein Masterstudiengang bzw. internationaler Track Computer and Geoscience in Archaeology von Marco Block-Berlitz aufgebaut der im Wintersemester 2022/23 startet.
2025 wurde das erste Institut für Archäoinformatik im deutschsprachigen Raum mit der Bezeichnung Institute for Computational Ancient Studies (CompAS) im Rahmen der Berufung von Hubert Mara an die FU Berlin in den Fachbereich Geschichts- und Kulturwissenschaften (GeschKult) gegründet.

## Tagungen
Die bedeutendste Plattform für den wissenschaftlichen Austausch ist die Tagung CAA (Computer Applications and quantitative methods in Archaeology) der gleichnamigen internationalen Vereinigung, die sich alljährlich bemüht, Informatiker, Mathematiker, Natur- und Geisteswissenschaftler für das Thema „Computeranwendungen“ zusammenzubringen. Die AG CAA Deutschland wurde 1981 gegründet und nimmt an den jährlichen Tagungen der deutschen Altertumsverbände teil. Des Weiteren werden alle zwei Jahre auf den Tagungen der Gesellschaft für Klassifikation eigene Vortragssektionen angeboten. Seit 2010 findet jährlich ein eigener Workshop der deutschsprachigen AG CAA im Jänner oder Februar statt. In Österreich wurde von der Stadtarchäologie Wien der zusätzliche „Workshop Archäologie und Computer“ organisiert. Dieser wird seit 2009 als International Conference on Cultural Heritage and New Technologies (CHNT) in englischer Sprache weitergeführt und findet jedes Jahr im November statt.

## Beruf
Berufliche Möglichkeiten für Archäologen mit informatischen Kenntnissen finden sich außerhalb der Universitäten in den IT-Abteilungen von Museen, archäologischen Landesämtern (Bodendenkmalpflege), Forschungseinrichtungen und auch bei Grabungsfirmen, deren Dokumentations- und Publikationssysteme während und nach der eigentlichen Grabung betreut werden müssen. Zwei erwähnenswerte britische Dienstleister für den archäologischen IT-Bedarf ist der Archaeological Data Service und Oxford Archaeology Digital.